# Konstanze Breitebner
Konstanze Breitebner (Vienne, 31 décembre 1959) est une actrice  et scénariste autrichienne. 

## Filmographie

### Cinéma
- 1994 : Mesmer

### Télévision
- 2006 : Isabelle, princesse rebelle